# طيف منثور
يُشير مصطلح الطيف المنثور في سياق الاتصال عن بعد وخاصة البث الإذاعي إلى تقنيات تعمل على انتشار إشارة (لها عرض نطاق معين في مجال التردد) على طيف نطاقي أوسع، بهدف إنشاء اتصالات آمنة، وزيادة مقاومة التداخل الطبيعي والضجيج والتشويش، وللحد من كثافة التدفق الطيفي (كما في روابط الاتصال عن بعد عبر الأقمار الصناعية )، ولتمكين الاتصالات متعددة الوصول.